# Michael Jackson's This Is It
Michael Jackson's This Is It är en amerikansk konsertfilm från 2009. Det är dokumenterade repetitioner av konserten med samma namn (planera att starta 13 juli 2009, men ställdes in på grund av hans död 25 juni 2009) både på scen och bakom kulisserna. Filmen tillägnas till Michaels tre barn Paris, Prince Michael och Blanket. This Is It är inspelad på The Forum och Staples Center. Den hade världspremiär 28 oktober 2009 på bio och visades endast i två veckor.

## Om filmen
Filmen innehåller bilder från bakom kulisserna på scenen och hur han leder sitt team. Den innehåller också intervjuer med vänner till Jackson och 3D-sekvenser som en del av konserten.

## Medverkande
- Sångare och dansare: Michael Jackson
- Koreografer: Michael Jackson
- Musik: Michael Jackson, Janet Jackson, Robert Kelly, Quincy Jones, Distribuerad av Sony.
- Keyboards: Michael Bearden, Morris Pleasure
- Gitarr: Orianthi Panagaris
- Rhythmgitarr: Thomas Organ
- Bas: Alfred Dunbar
- Slagverk: Roger Bashiri Johnson
- Trummor: Jonathan Moffett
- Bakgrundssång: Judith Hill, Dorian Holley, Darryl Phinnesse, Ken Stacey
- Bakgrundsdansare: Daniel Yao, Misha Gabriel, Nicholas Bass, Daniel Celebre, Mekia Cox, Christopher Grant, Misha Hamilton, Shannon Holtzapffel, Devin Jamieson, Charles Klapow, Ricardo Reid, Danielle Rueda Watts, Tyne Stecklein, Timor Steffens
- Earth Child: Jasmine Alveran

## Sånger som förekommer i filmen
- 1. "Wanna Be Startin' Somethin'"
- 2. "Speechless" från Invincible
- 3. "Bad"
- 4. "Smooth Criminal
- 5. "Don't Stop 'Til You Get Enough

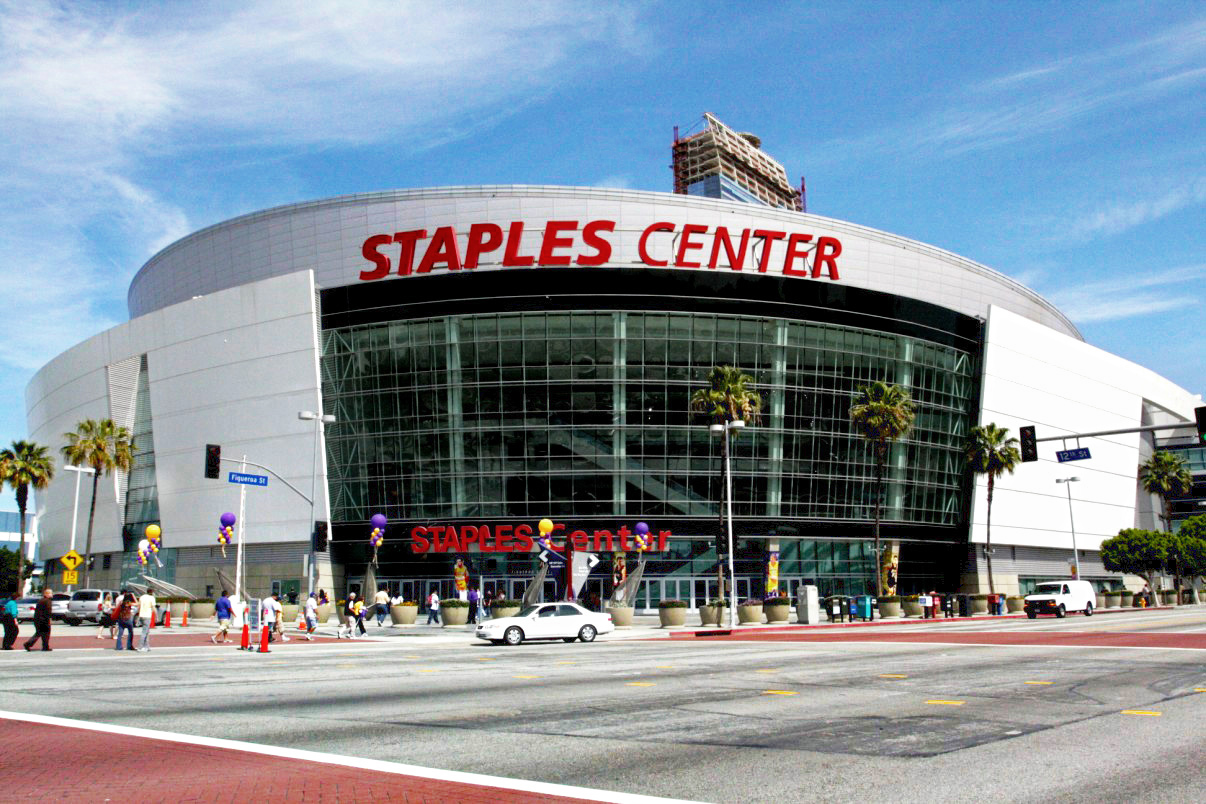
Staples Center där en del av repetitionerna ägde rum.

- 6: "Jam (med utdrag från Another Part Of Me)"
- 7. "Mind Is The Magic"
- 8. "They Don't Care About Us" (med utdrag från "HIStory")
- 9. "She Drives Me Wild" från Dangerous
- 10. "Why You Wanna Trip On Me" från Dangerous
- 11. "Human Nature"
- 12. "The Way You Make Me Feel"
- 13. "I Want You Back"
- 14. "The Love You Save"
- 15. "I'll Be There"
- 16. "Shake Your Body (Down to the Ground)"
- 17. "I Just Can't Stop Loving You"
- 18. "Thriller"
- 19. "Threatened" från Invincible
- 20. "Who Is It"
- 21. "Beat It"
- 22. "Black Or White"
- 23. "Earth Song"
- 24. "Billie Jean"
- 25. "Man In The Mirror"
- 26. "This Is It" (spelas under eftertexterna)
- 27. "Heal the World" (liveuppträdande under eftertexterna)

## Mottagande i Sverige
Betyg av olika tidningar i urval:
- Aftonbladet - 2/5 [2]
- Svenska Dagbladet - 4/5 [3]
- Sydsvenskan - 3/5 [4]
- Norra Västerbotten - 3/5 [5]
- Upsala Nya Tidning - 4/5 [6]
- Göteborgs-Posten 1/5 [7]